# محمد حسن سلمان
محمد حسن سلمان الحمامي هو طبيب وسياسي عراقي شغل عدة مناصب وزارية خلال العهد الملكي في العراق.
تخرج من كلية الطب الملكية (جامعة آل البيت سابقا) بدفعتها الثانية عام 1933 وكان تسلسله الأول، وحصل على شهادة دبلوم عال في الأمراض السارية والأمراض الصدرية عام 1935.
كان ذا توجه قومي وله دور في تأسيس نادي المثنى عام 1935.
كان طبيبا للملك فيصل الثاني له الدور الكبير في إنقاذه من مرض الربو الذي كاد أن ينهي حياته، حيث استدعي في إحدى الليالي عام 1951 إلى قصر الرحاب فرأى الملك مسجى في فراشه وهو يتنفس بصعوبة بالغة وبعد أن فحصه وجد إن حالته تنذر بالخطر وأن القلب ضعيف والأزمة شديدة فما كان منه إلا أن يخاطر بإعطائه دواء وهو مزيج من مادتين بموافقة الأمير عبد الإله فشفي الملك.
شغل منصب وزير المعارف عام 1941 في وزارة رشيد عالي الكيلاني الرابعة وشغل منصب وزير الصحة في وزارات جميل المدفعي السادسة والسابعة عام 1953 نوري السعيد الثانية عشر (1954 - 1955)، كما وانتُخِب نائباً في المجلس النيابي عن لواء العمارة من عام 1953 حتى عام 1956، إضافة إلى مناصب عديدة أخرى.
حكم عليه بالسجن سنة واحدة بعد ثورة رشيد عالي الكيلاني.
كان له دور مهم في في مكافحة مرض التدرن الرئوي، وخلال شغله لمنصب وزير الصحة، كان له دور في إنشاء مدينة الطب في بغداد.

## مذكراته
- طبيب الملك فيصل الثاني ومذكراته السياسية في العراق 1940 - 1958[2][3][9]